# Colubraria ochsneri
Colubraria ochsneri is een slakkensoort uit de familie van de Colubrariidae. De wetenschappelijke naam van de soort is voor het eerst geldig gepubliceerd in 1968 door Hertlein & Allison.